# Jennings Lang
Jennings Lang (* 28. Mai 1915 in New York City, Vereinigte Staaten; † 29. Mai 1996 in Palm Desert, Kalifornien, Vereinigte Staaten) war ein US-amerikanischer Filmproduzent.

## Leben und Wirken
Lang hatte an der St. John’s University Jura studiert und schloss sich anschließend (1937) der Kanzlei Seligsburg & Lewis, die sich auf Kunden der Filmbranche spezialisiert hatte, an. Im Jahr darauf übersiedelte Lang nach Hollywood und wurde von der kleinen Produktionsfirma Grand National Studios als zweiter Regieassistent übernommen. Anschließend eröffnete er eine eigene Schauspieleragentur. Langs erster Klient wurde der Bühnen-, Vaudeville- und Filmkomiker Hugh Herbert. 1940 schloss sich Jennings Lang der deutlich größeren Jaffe Agency an, deren Vizepräsident er 1942 wurde. Von 1948 bis 1950 stand Lang dieser Schauspieleragentur als Präsident vor, danach wechselte er zum Multi MCA. Für die eng mit der Filmproduktionsfirma Universal Pictures verwobene MCA arbeitete Lang anfänglich als Produktionsmanager. 
In dieser Funktion war Lang vor allem mit der Ausarbeitung von Ideen zu Fernsehserien wie ‘Wagon Train’, ‘The Robert Cummings Show’, ‘Wells Fargo’ und ‘Mike Hammer’ beschäftigt. Ein weiteres Arbeitsgebiet Langs war der Verkauf dieser MCA-Produkte. Seit Ende der 1960er Jahre ließ ihn sein Arbeitgeber als Herstellungsleiter (sogenannter executive producer) auch eine Reihe von Universal-Kinoproduktionen herstellen. In den 1970er Jahren produzierte Jennings Lang vor allem Filme mit maskulinen Stars wie Clint Eastwood und Paul Newman, später auch mehrere Actionthriller und Komödien mit Walter Matthau sowie Katastrophenepen wie Erdbeben und diverse Airport-Streifen (Giganten am Himmel, Verschollen im Bermuda-Dreieck, Airport ’80 – Die Concorde). Nach einem 1983 erlittenen Schlaganfall zog sich Jennings Lang aus dem Filmgeschäft zurück.

## Trivia
1951 wurde Lang ein angebliches Verhältnis mit dem fünf Jahre älteren Filmstar Joan Bennett beinah zum Verhängnis. Bennetts damaliger Gatte, der Filmproduzent Walter Wanger, bekam Wind davon, schoss vor der Haustür auf Lang und verwundete diesen am Oberschenkel und der Leistengegend. Wanger musste für diesen Eifersuchtsausbruch lediglich für vier Monate ins Gefängnis, nachdem er auf Unzurechnungsfähigkeit plädiert hatte.
1956 heiratete Jennings Lang die Schauspielerin Monica Lewis. Die Ehe hielt bis zu seinem Tode vier Jahrzehnte später. Gemeinsam mit Lewis hatte er drei Kinder, darunter den Musiker Mike Lang.

## Filmografie
- 1969: Blutige Spur (Tell Them Willie Boy is Here)
- 1971: Betrogen (The Beguiled)
- 1971: Sadistico (Play Misty for Me)
- 1970: Der verkehrte Sherlock Holmes (They Might Be Giants)
- 1971: Sie möchten Giganten sein (Sometimes a Great Notion)
- 1971: Schlachthof 5 (Slaughterhouse Five)
- 1972: Der große Minnesota-Überfall (The Great Northfield Minnesota Raid)
- 1972: Peter und Tillie (Pete ’n’ Tillie)
- 1973: Ein Fremder ohne Namen (High Plains Drifter)
- 1973: Der große Coup (Charley Varrick)
- 1973: Begegnung am Vormittag (Breezy)
- 1974: Erdbeben (Earthquake)
- 1974: Giganten am Himmel (Airport 1975)
- 1974: Extrablatt (The Front Page)
- 1975: Im Auftrag des Drachen (The Eiger Sanction)
- 1975: Die Hindenburg (The Hindenburg)
- 1976: Der scharlachrote Pirat (Swashbuckler)
- 1977: Achterbahn (Rollercoaster)
- 1977: Verschollen im Bermuda-Dreieck (Airport ‘77)
- 1977: Nunzio, der Supermann (Nunzio)
- 1978: Hausbesuche (House Calls)
- 1979: Airport ’80 – Die Concorde (The Concorde … Airport ’79)
- 1979: Ein reizender Fratz (Little Miss Marker)
- 1980: Die nackte Bombe (The Nude Bomb)
- 1981: Masada (TV-Vierteiler)
- 1983: Zwei ausgekochte Gauner (The Sting II)
- 1984: Sie nannten ihn Stick (Stick)